# Whitcombe
Whitcombe – wieś i civil parish w Anglii, w Dorset, w dystrykcie (unitary authority) Dorset. W 2001 civil parish liczyła 14 mieszkańców. Whitcombe jest wspomniana w Domesday Book (1086) jako Widecome/Widecoma.